# Spaniophylla
Spaniophylla é um gênero de mariposa pertencente à família Acrolepiidae.